# Liste der Wappen im Landkreis Sonneberg
Diese Liste erfasst alphabetisch geordnet die Wappen der Städte und Gemeinden des Landkreises Sonneberg in Thüringen (Deutschland).

Wappen des Landkreises Sonneberg (Details)
Der Landkreis Sonneberg in Thüringen
Der Landkreis Sonneberg in Deutschland

## Städte und Gemeinden

Gemeinde Föritztal
Gemeinde Frankenblick
Gemeinde Goldisthal
Stadt Lauscha
Stadt Neuhaus am Rennweg
Stadt Schalkau
Kreisstadt Sonneberg
Stadt Steinach

### Ortsteile

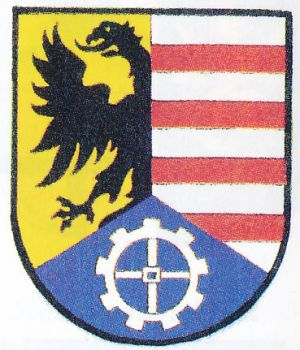
Ortsteil Almerswind der Stadt Schalkau
Ortsteil Bachfeld der Stadt Schalkau
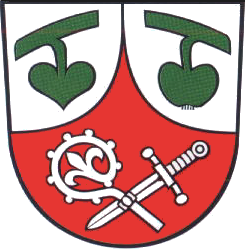
Ortsteil Effelder der Gemeinde Frankenblick
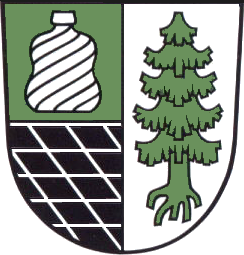
Ortsteil Ernstthal der Stadt Lauscha
Ortsteil Eschenthal der Kreisstadt Sonneberg
Ortsteil Föritz der Gemeinde Föritztal
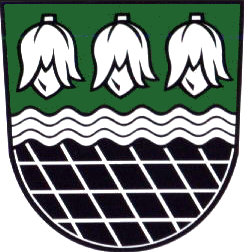
Ortsteil Haselbach der Kreisstadt Sonneberg
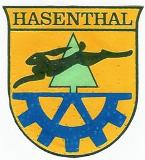
Ortsteil Hasenthal der Kreisstadt Sonneberg
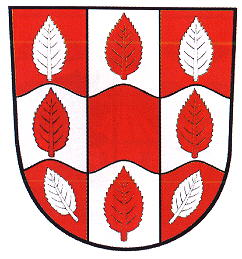
Ortsteil Hönbach der Kreisstadt Sonneberg
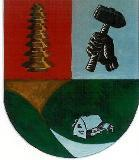
Ortsteil Hüttengrund der Kreisstadt Sonneberg
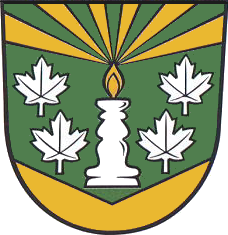
Ortsteil Lichte der Stadt Neuhaus am Rennweg
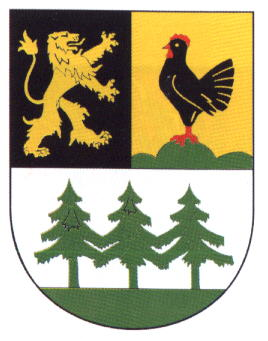
Ortsteil Mengersgereuth-Hämmern der Gemeinde Frankenblick
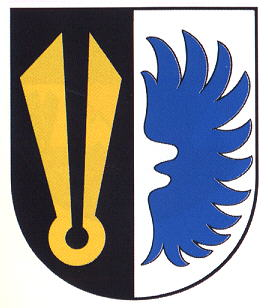
Ortsteil Mupperg der Gemeinde Föritztal
Ortsteil Neuhaus-Schierschnitz der Gemeinde Föritztal
Ortsteil Oberlind der Kreisstadt Sonneberg
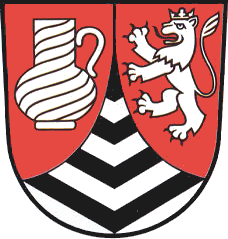
Ortsteil Piesau der Stadt Neuhaus am Rennweg
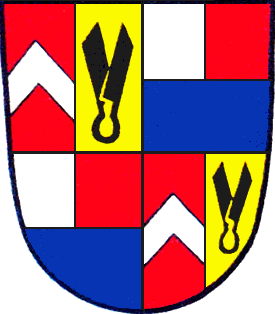
Ortsteil Rauenstein der Gemeinde Frankenblick
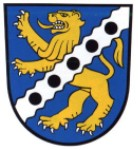
Ortsteil Scheibe-Alsbach der Stadt Neuhaus am Rennweg
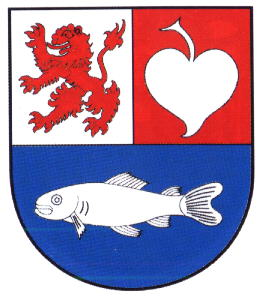
Ortsteil Sichelreuth der Gemeinde Föritztal
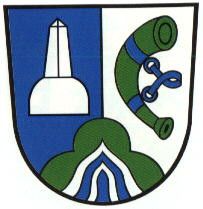
Ortsteil Siegmundsburg der Stadt Neuhaus am Rennweg
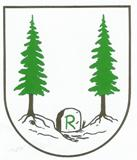
Ortsteil Spechtsbrunn der Kreisstadt Sonneberg
Ortsteil Unterlind der Kreisstadt Sonneberg

## Ehemalige Gemeinden
- Gemeinde
Effelder-Rauenstein

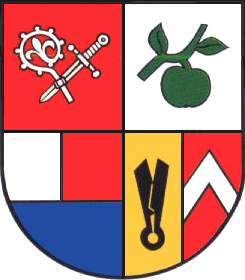
Gemeinde Effelder-Rauenstein

Die Gemeinden Engnitzthal und Oberland am Rennsteig hatten kein Wappen.